# L'Aventure Michelin
Il L'Aventure Michelin è un museo francese dedicato al gruppo Michelin situato a Clermont-Ferrand.
Inaugurato il 23 gennaio 2009, racconta la storia, il patrimonio e i prodotti industriali del gruppo su 2.000 mq.
Il museo accoglie 100.000 visitatori nel 2019.